# Carl Krack
Carl Krack, auch: Karl Krack (* 14. Oktober 1869 in Schwerin; † 31. Mai 1944 in Zossen) war ein deutscher Architekt und Bauingenieur.

## Leben
Carl Krack, Sohn des namensgleichen Maurermeisters, wurde Ostern 1885 in der Paulskirche (Schwerin) konfirmiert. Er studierte zur Zeit des Deutschen Kaiserreichs zunächst in Buxtehude am dortigen Technikum (Königliche Baugewerkschule). Anfang der 1890er Jahre wechselte er nach Hannover, wo er von 1892 bis 1893 unter der Matrikel 10167 an der Technischen Hochschule als Schüler von Conrad Wilhelm Hase und anderen studierte.

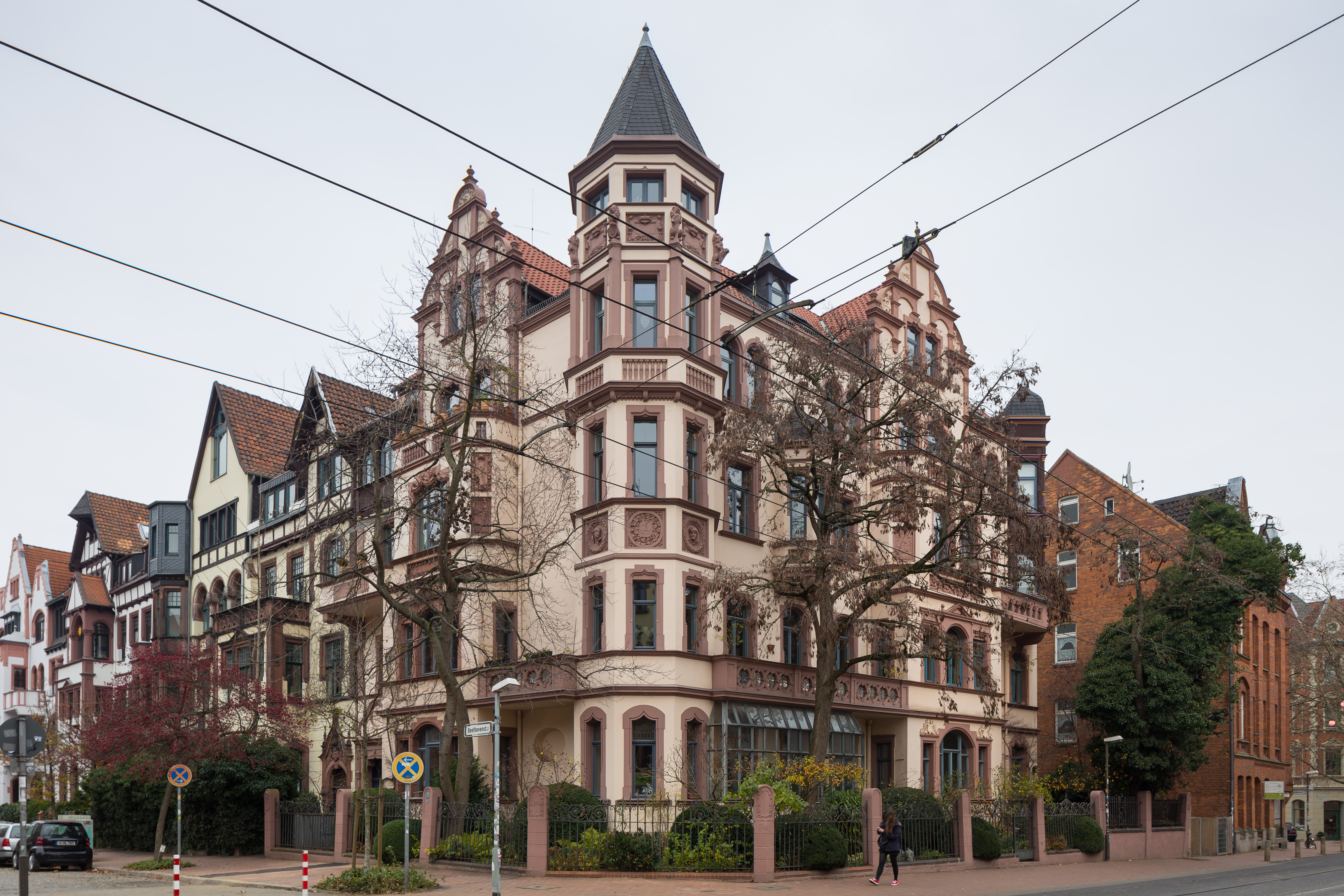
1898 bis 1900 errichtetes Mietshaus Beethovenstraße 2 Ecke Davenstedter Straße in Linden-Mitte

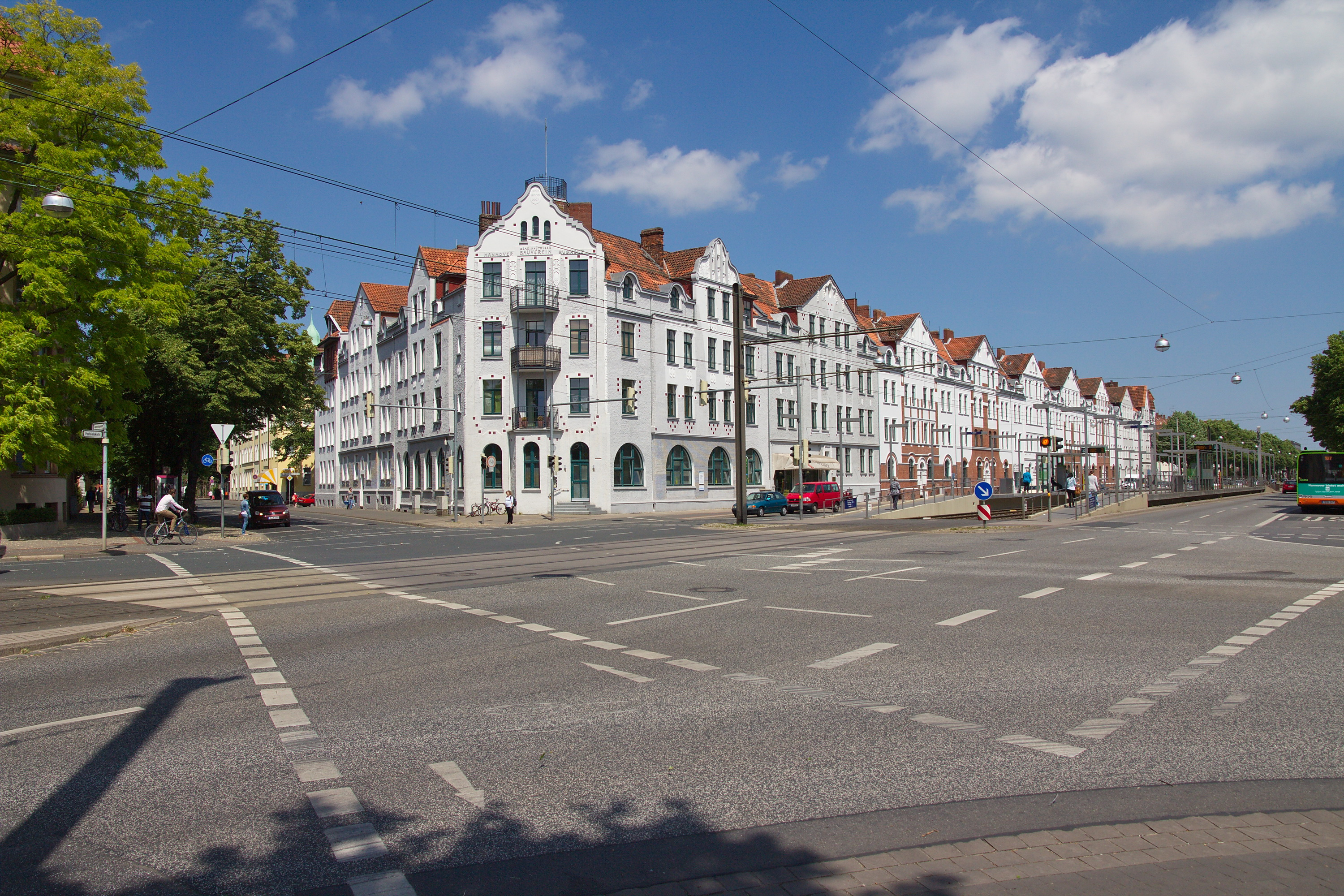
Ab 1906 mit Wilhelm Kröger für den Spar- und Bauverein Hannover-Buchholz errichtete Wohngebäude an der Podbielskistraße Höhe Spannhagengarten

In der Folge ließ sich Krack als Architekt in Hannover nieder. Nachdem er 1898 von dem Lindener Senator für 25800 Mark ein Eckgrundstück an der Davenstedter Straße erworben hatte, wurde der Architekt ab 1898 erster Bauherr der im selben Jahr angelegten Beethovenstraße, war dann sowohl Eigentümer als auch Vermieter des Objektes.

## Werke (sofern bekannt)
Im – heutigen – Hannover:
- 1898–1900: Beethovenstraße 2 Ecke Davenstedter Straße: Mietshaus; erhalten[1]
- 1901: mutmaßlich von Krack für den Senator Christian Niemeyer errichtetes Delphin-Haus, später Sitz der Dörrienschule unter der – heutigen – Adresse Davenstedter Straße 31[4]
- 1906–1907, gemeinsam mit Wilhelm Kröger für den Spar- und Bauverein Hannover-Buchholz die in Häuserblöcken errichteten Mietshäuser:[1]
  - Podbielskistraße 217, 219, 221, 223, 225, 227, 229, 231[1]
  - Im Kreuzkampe 1 und 3[1]
  - Am Langen Kampe 1, 2, 3, 4 und 6[1]
  - Spannhagenstraße 2, 4, 6, 8, 10[1]
  - Klaus-Groth-Straße 1, 2, 3, 5, 7, 9 und 11[1]
- um 1905/1910: Falkenstraße 16 (früher und heute): Büro-Anbau für Carl Krack an die Rückseite des Hauses
  - Das Haus war ursprünglich um 1860 im Rundbogenstil errichtet; das alte Vorderhaus sowie der hintere Kracksche Anbau sind gut erhalten.[1]
- 1928: bauliche Ergänzungen der zwischen 1906 und 1907 für den Spar- und Bauverein Hannover-Buchholz errichteten Gebäudekomplexe[1]

## Archivalien
Archivalien von und über Carl Krack finden sich beispielsweise
- im Stadtarchiv Hannover, Signatur hbs, a, Carl Krack[1]
- als Meldekartei Carl Krack bei der Landeshauptstadt Hannover, Fachbereich Öffentliche Ordnung – Zentraler Ermittlungsdienst[1]